# Catada odontosema
Catada odontosema là một loài bướm đêm trong họ Erebidae.